# Лыжные гонки на зимней Универсиаде 2017
Соревнования по лыжным гонкам в рамках зимней Универсиады 2017 года проходили с 29 января по 8 февраля в казахстанском городе Алма-Ата. Было разыграно 11 комплектов наград. Место проведения: Лыжно-биатлонный комплекс «Алатау».

## Результаты

### Мужчины
| Дисциплина                                              | Золото                                                                 | Золото    | Серебро                                               | Серебро   | Бронза                                                 | Бронза    |
| ------------------------------------------------------- | ---------------------------------------------------------------------- | --------- | ----------------------------------------------------- | --------- | ------------------------------------------------------ | --------- |
| 10 км классический стиль Финишный протокол              | Валерий Гонтарь · Россия                                               | 25:12,0   | Дмитрий Ростовцев · Россия                            | 25:20,9   | Александр Пуйе · Франция                               | 25:33,8   |
| Гонка преследования свободный стиль Финишный протокол   | Дмитрий Ростовцев · Россия                                             | 26:12,5   | Валерий Гонтарь · Россия                              | 26:27,2   | Сергей Микаелян · Армения                              | 27:04,5   |
| Спринт классический стиль Финишный протокол             | Иван Люфт · Казахстан                                                  | 3:53.60   | Владимир Фролов · Россия                              | 3:54.30   | Егор Березин · Россия                                  | 3:54.57   |
| 4 x 7,5 км эстафета Финишный протокол                   | Россия Егор Березин Валерий Гонтарь Кирилл Вичужанин Дмитрий Ростовцев | 1:12:49.3 | Казахстан Сергей Малышев Виталий Пухкало Олжас Климин | 1:12:51.1 | Чехия Якуб Антош Мирослав Рыпл Якуб Пшеничка Якуб Граф | 1:14:51.8 |
| 30 км классический стиль (масс-старт) Финишный протокол | Дмитрий Ростовцев · Россия                                             | 1:19.37.5 | Валерий Гонтарь · Россия                              | 1:19.37.8 | Сергей Малышев · Казахстан                             | 1:19.38.0 |

### Женщины
| Дисциплина                                              | Золото                                                 | Золото  | Серебро                                             | Серебро | Бронза                                             | Бронза  |
| ------------------------------------------------------- | ------------------------------------------------------ | ------- | --------------------------------------------------- | ------- | -------------------------------------------------- | ------- |
| 5 км классический стиль Финишный протокол               | Лилия Васильева · Россия                               | 14:08,6 | Анна Нечаевская · Россия                            | 14:21,9 | Анна Шевченко · Казахстан                          | 14:23,8 |
| Гонка преследования свободный стиль Финишный протокол   | Анна Нечаевская · Россия                               | 13:29,7 | Лилия Васильева · Россия                            | 13:47,8 | Анна Шевченко · Казахстан                          | 13:51,0 |
| Спринт классический стиль Финишный протокол             | Мария Давыденкова · Россия                             | 3:18.95 | Лилия Васильева · Россия                            | 3:21.34 | Анна Стоян · Казахстан                             | 3:26.06 |
| 3 x 5 км эстафета Финишный протокол                     | Россия Лилия Васильева Ольга Репницына Анна Нечаевская | 42:25.1 | Казахстан Анна Шевченко Ольга Мандрика Ирина Быкова | 43:17.2 | Франция Корали Бенц Леа Дамиани Селин Шопар Лаллье | 44:11.2 |
| 15 км классический стиль (масс-старт) Финишный протокол | Лилия Васильева · Россия                               | 44:09.7 | Анна Нечаевская · Россия                            | 44:11:7 | Анна Шевченко · Казахстан                          | 44:17:5 |

### Смешанные соревнования
| Дисциплина                                         | Золото                                 | Золото   | Серебро                                 | Серебро  | Бронза                                     | Бронза   |
| -------------------------------------------------- | -------------------------------------- | -------- | --------------------------------------- | -------- | ------------------------------------------ | -------- |
| Командный спринт свободный стиль Финишный протокол | Казахстан I Анна Шевченко Олжас Климин | 18:23.48 | Франция II Селин Шопар Лаллье Луи Шварц | 18:28.67 | Россия I Мария Давыденкова Владимир Фролов | 18:29.50 |

## Медальный зачёт в лыжных гонках
| Место | Страна    | Золото | Серебро | Бронза | Всего |
| ----- | --------- | ------ | ------- | ------ | ----- |
| 1     | Россия    | 9      | 8       | 2      | 19    |
| 2     | Казахстан | 2      | 2       | 5      | 9     |
| 3     | Франция   | 0      | 1       | 2      | 3     |
| 4     | Армения   | 0      | 0       | 1      | 1     |
| 4     | Чехия     | 0      | 0       | 1      | 1     |
| Всего | Всего     | 11     | 11      | 11     | 33    |

## Состав жюри
Технический делегат FIS — Марко Луштрек (Marko LUSTREK), Словения.

Директор гонок FISU — Зофия Кьелпинска (Zofia KIELPINSKA), Польша.

Ассистент технического делегата FIS — Сильви Петерсен Офстад (Sylvi Pettersen OFSTAD), Норвегия.

Главный судья — Александр Велещук (Alexandr VELECHSHUK), Казахстан.

Национальный ассистент — Олег Коломеец (Oleg KOLOMEYETS), Казахстан.